# Sobre la agresión

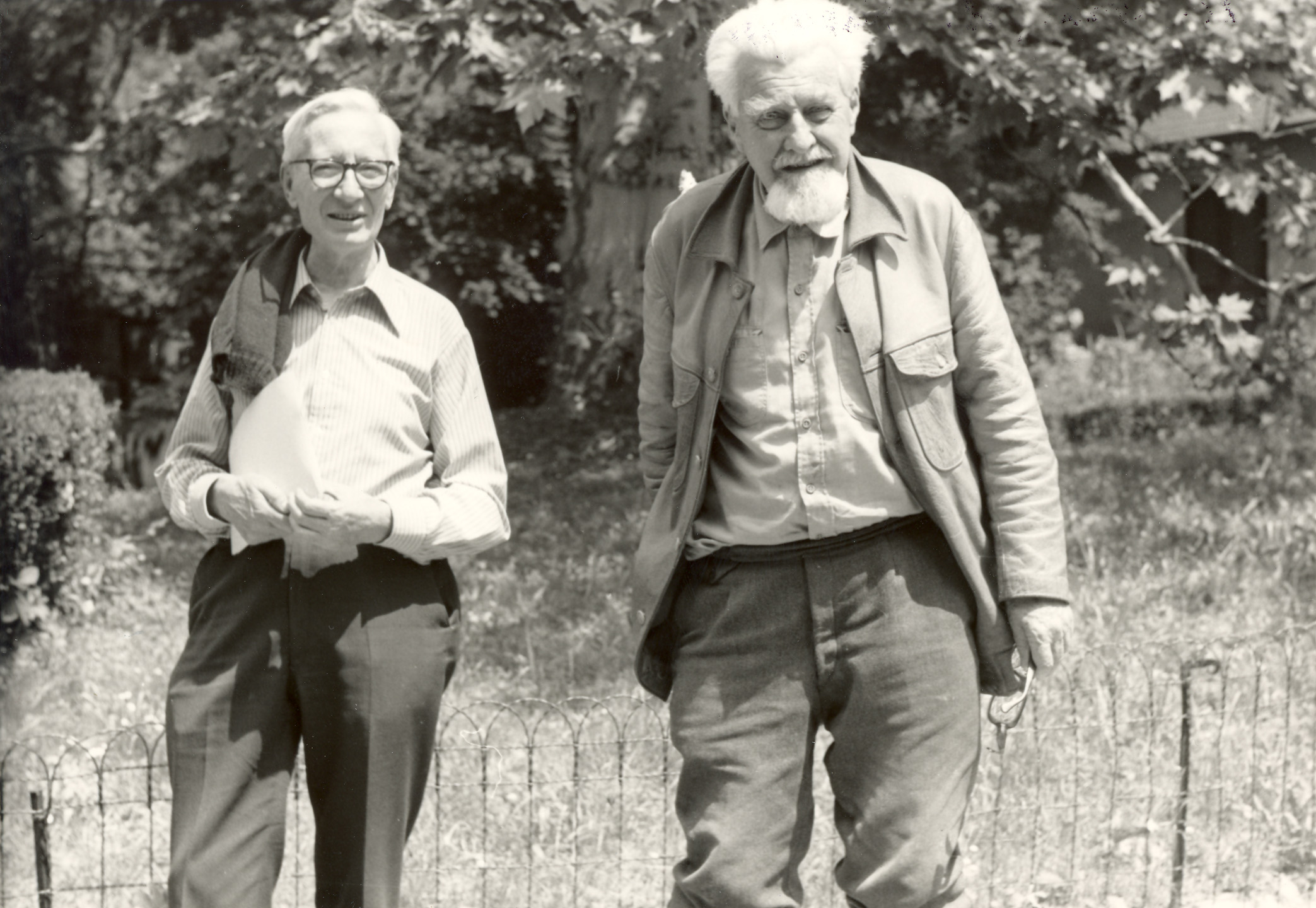
Niko Tinbergen y Konrad Lorenz

Sobre la agresión, el pretendido mal (en alemán: Das sogenannte Böse zur Naturgeschichte der Aggression) es un libro de 1963 del etólogo Konrad Lorenz. Este escribe en el prólogo: «el tema de este libro es la agresión, es decir el instinto de luchar en la bestia y el hombre que está dirigido contra miembros de la misma especie.» (Página 3)

## Publicación

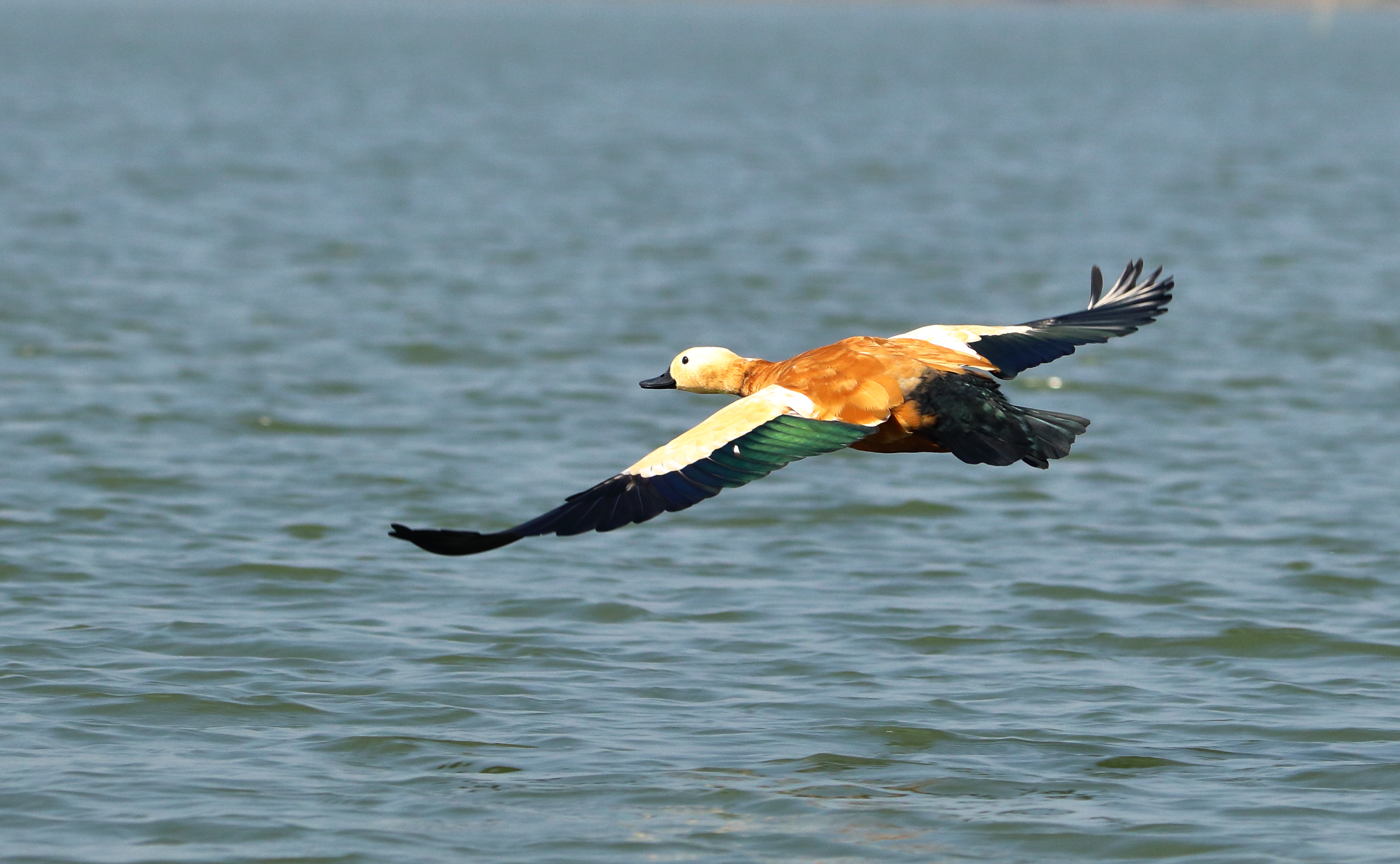
Tadorna ferruginea (Ruddy Shelduck)

Sobre la agresión fue publicado en alemán en 1963, y en inglés en 1966. Ha sido reeditado muchas veces y traducido a al menos 12 lenguas.

## Contenido

### Programación
Más información: Instinto

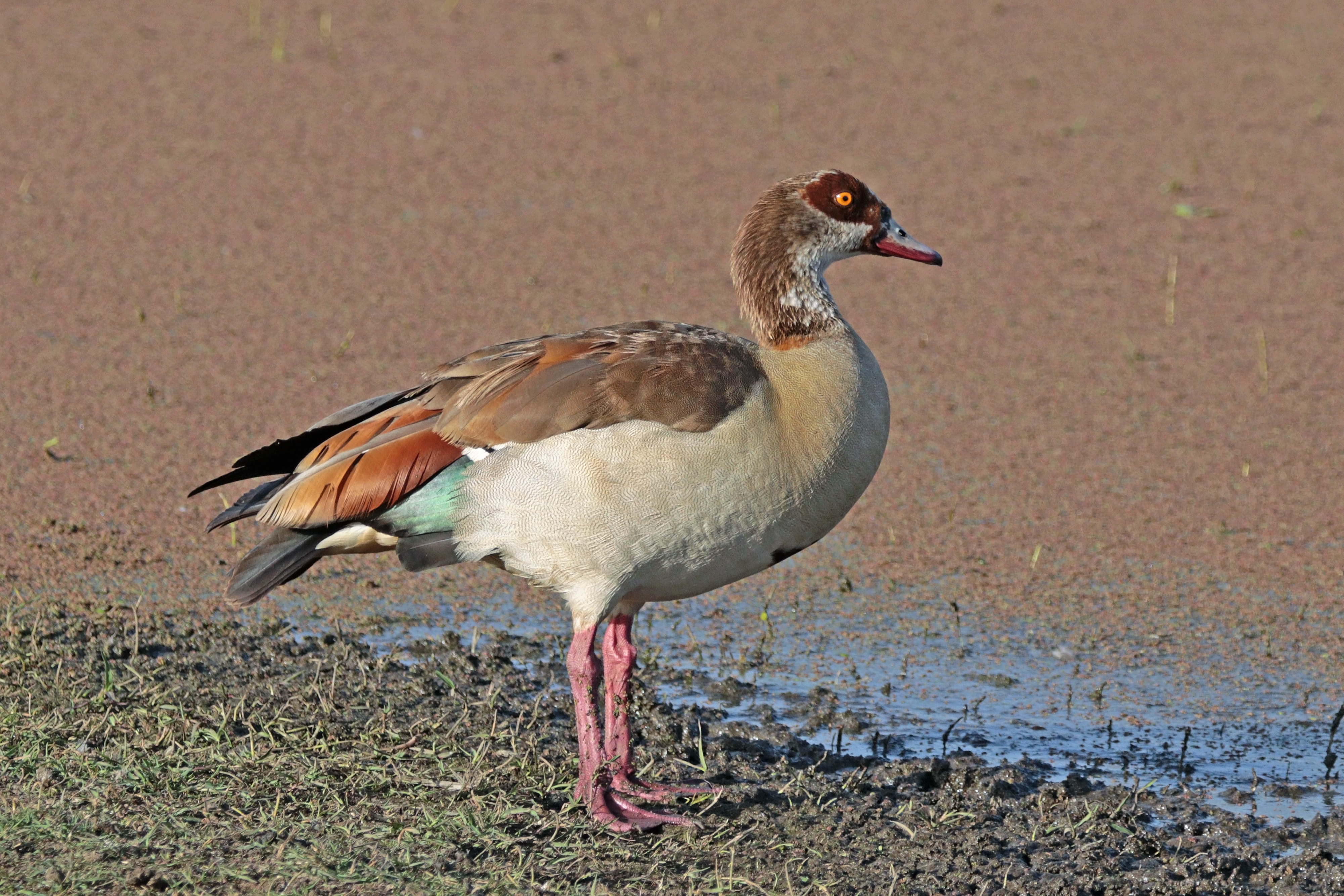
Ganso egipcio joven (Alopochen aegyptiaca)

Según Lorenz, los animales, particularmente los machos, están programados biológicamente para luchar por los recursos. Este comportamiento debe considerarse parte de la selección natural, ya que la agresión que lleva a la muerte o lesiones graves puede eventualmente llevar a la extinción a menos que tenga tal rol.
Sin embargo, Lorenz no afirma que los comportamientos agresivos sean de ninguna manera más poderosos, prevalentes o intensos que los comportamientos más pacíficos, como los rituales de apareamiento. Más bien, niega la categorización de la agresión como "contraria" a los instintos "positivos" como el amor, describiéndolo como la base fundadora de otros instintos y recalca su papel en la comunicación animal.

### Modelo hidráulico
Además, Lorenz aborda el comportamiento en humanos, incluida la discusión de un modelo "hidráulico" de presiones emocionales o instintivas y su liberación, compartida por la teoría psicoanalítica de Freud, y la anormalidad de la violencia y el asesinato intraespecie. Su modelo "hidráulico", de agresión como una fuerza que se desarrolla implacablemente sin causa a menos que sea liberado, sigue siendo menos popular que un modelo en el que la agresión es una respuesta a los deseos y objetivos frustrados.

### Ritualización
Más información: Ritualización

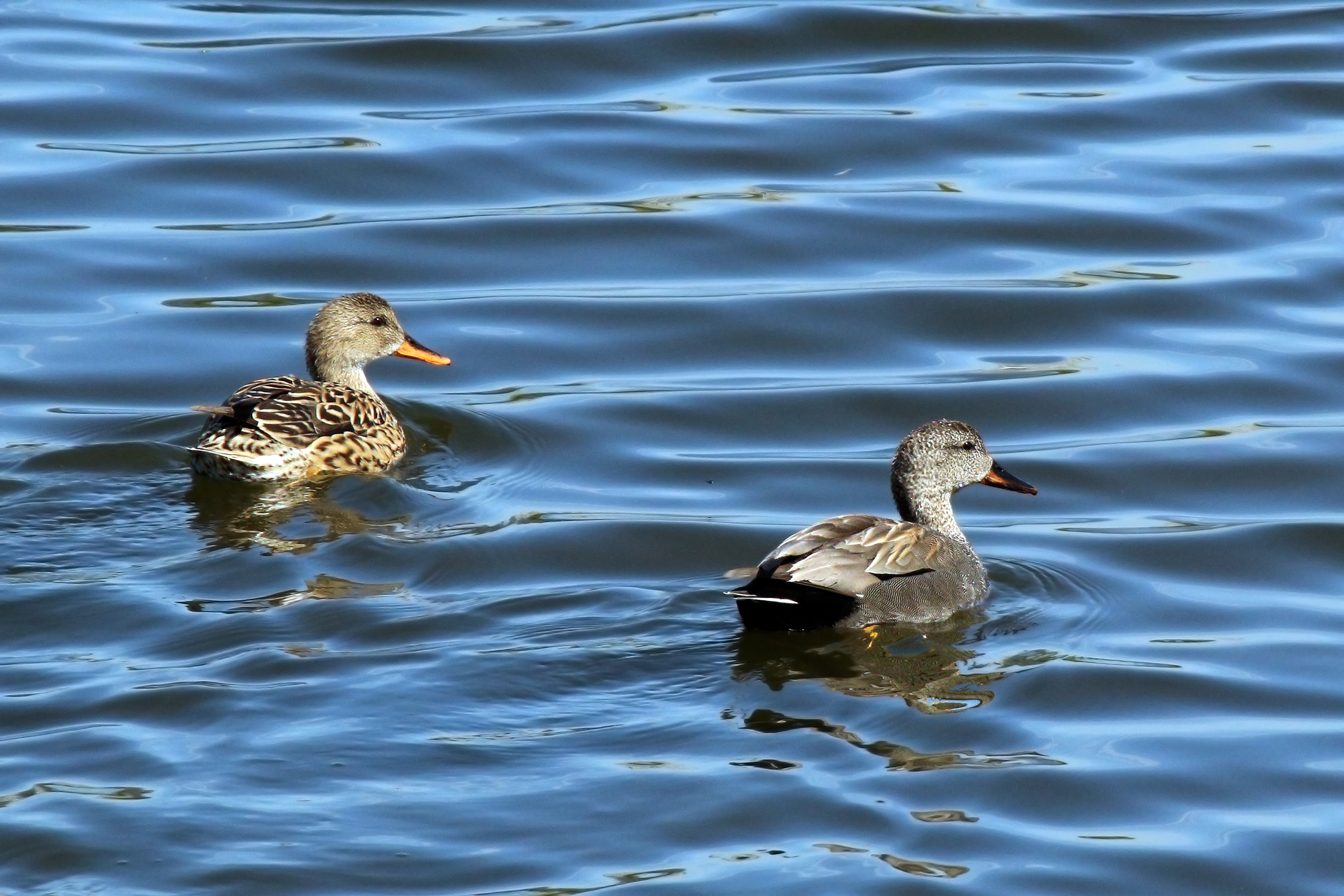
Anas strepera, hembra y macho

En el libro, Lorenz describe el desarrollo de rituales entre comportamientos agresivos como el comienzo de una acción totalmente utilitaria, pero luego evoluciona hacia acciones cada vez más estilizadas, hasta que finalmente la acción realizada puede ser completamente simbólica y no utilitaria, cumpliendo ahora una función de comunicación. En palabras de Lorenz:
Así, mientras que el mensaje de incitar [un comportamiento agresivo particular realizado por la hembra de parejas cooperantes] en tadornas ferrugineas y gansos egipcios podría expresarse en las palabras "¡Conducirlo, golpearlo!", En patos buzos [una especie relacionada en que este rasgo se ha ritualizado aún más) simplemente significa, 'Te amo'. En varios grupos, a mitad de camino entre estos dos extremos, como por ejemplo en el ánade estrepera y el widgeon, se puede encontrar un significado intermedio: "Eres mi héroe". Confío en ti.

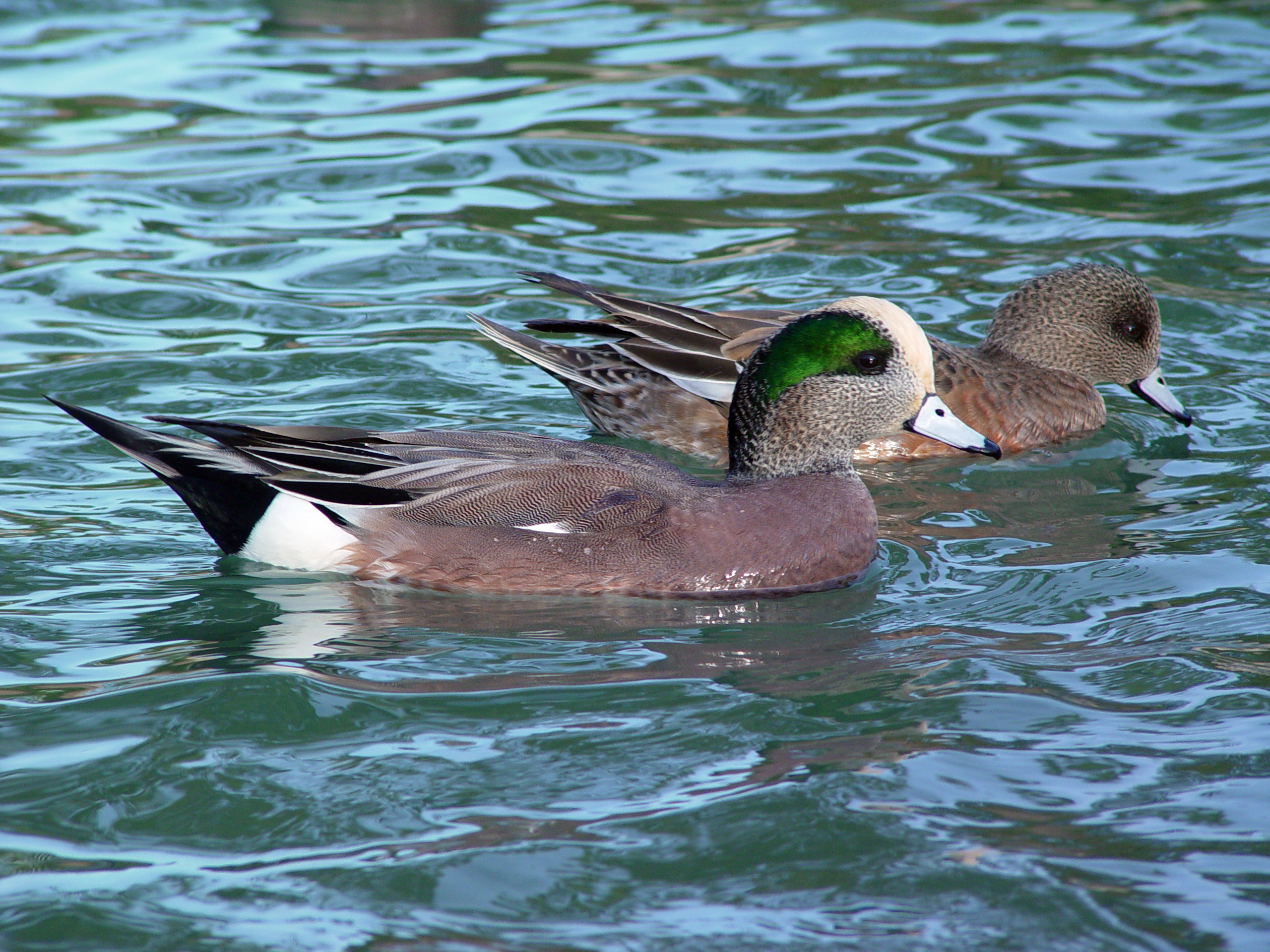
American Wigeon, pareja

## Recepción
JL Fischer, quien revisó Sobre la agresión en American Anthropologist en 1968, lo calificó como un "libro fascinante de un distinguido etólogo animal" que "molestaría a la mayoría de los antropólogos sociales y culturales", pero sin embargo declaró "una tesis importante", es decir, que la agresión intraespecífica era "instintiva" en el hombre, como se puede demostrar en muchas otras especies ". Fischer encontró el relato de Lorenz sobre animales no humanos al comienzo del libro, escrito a partir de la experiencia de Lorenz, "el más convincente y esclarecedor". Fischer señaló que Lorenz reconoce el papel de la cultura en la vida humana, pero que quizás subestimó sus efectos en el desarrollo individual. Fischer argumentó que la opinión de Lorenz sobre la naturaleza instintiva de la agresión humana era "básicamente correcta", al comentar que "Lorenz probablemente citaría la furia de sus críticos como una prueba más de la corrección de su tesis".
Edmund R. Leach, comparando el libro con El imperativo territorial de Robert Ardrey en The New York Review of Books en 1966, dice de Sobre la agresión "sin hito, pero ... modesto y sabio, mientras que la versión de Ardrey es solo ruidosa y tonta". Leach escribe que cuando Ardrey se enfoca en la territorialidad, Lorenz intenta demostrar que "la agresión animal es solo un 'pretendido mal' y que sus consecuencias adaptativas son ventajosas o al menos neutrales". [5] Sin embargo, Leach está menos seguro de que Lorenz es correcto al equiparar la agresión animal y humana, ya que la animal toma formas ritualizadas estándar y la humana es mucho más compleja.
El investigador de salud mental Peter M. Driver revisó el libro en Resolución de conflictos en 1967 junto con dos de Ardrey y uno de Claire Russell y W. M. Russell, Human Behavior - A New Approach. Comentó que aquellos en contra del libro, especialmente S. A. Barnett, T. C. Schneirla, y Solly Zuckerman, eran especialistas en comportamiento animal, mientras que la mayoría de las críticas favorables provenían de "expertos en otros campos". Driver declaró que Lorenz había proporcionado una "tesis poderosa" para explicar la "agresión que salió mal" en los seres humanos, mencionando los millones de muertes en guerras mundiales, una agresión que se asemeja (según Driver argumentó) al ataque interespecífico ilimitado de un depredador a su presa en lugar de al tipo de agresión intraespecífica vista en animales no humanos que está estrictamente limitada. Driver concluyó que la etología podría contribuir, junto con la neurofisiología y la psicología, a resolver el problema del conflicto.
Los zoólogos Richard D. Alexander y Donald W. Tinkle, comparando Sobre la agresión con The Territorial Imperative in BioScience de Ardrey en 1968, notaron que pocos libros habían sido revisados con tanta frecuencia "o con tanta vehemencia en defensa y derogación" como estos dos. En su opinión, esto se debía a que ambos autores habían tratado de escribir sobre una cuestión sensible e importante, la naturaleza humana y en qué medida la evolución la determina. Dicen que Sobre la agresión es un comentario personal de un zoólogo profesional, mientras que el libro de Ardrey es un libro bien documentado de un no biólogo. Ambos, en su opinión, tienden a "reavivar los viejos argumentos inútiles del instinto frente a la variedad de aprendizaje" y ambos incluyen "algunos temas peculiarmente no evolutivos o antievolucionarios".
El psicoanalista Erich Fromm, que escribió en The New York Times en 1972, dijo que la teoría de Lorenz era "complicada y, a veces, confusa". Fromm consideró que, de alguna manera, Lorenz había tenido éxito donde Sigmund Freud había fallado, la teoría hidráulica de la agresión de Lorenz, programada de forma innata, siendo para Fromm una mejor explicación que las pasiones opuestas de Freud, los supuestos impulsos para la vida (eros) y la muerte o destrucción (thanatos). [8] Sin embargo, Fromm notó que el etólogo Nico Tinbergen había rechazado la teoría hidráulica, y que Lorenz mismo la "modificó" en 1966. Fromm cita pruebas de la neurociencia de que la agresión es "esencialmente defensiva", que surge en "áreas cerebrales programadas filogenéticamente" para pelear o huir cuando un animal o una persona se siente amenazada. Fromm señala que la "agresividad autopropulsada" se observa en personas con enfermedades cerebrales, pero no en el "funcionamiento cerebral normal".
El biólogo E. O. Wilson, en On Human Nature (1978), argumenta que tanto Lorenz como Fromm están esencialmente equivocados. Enumera una variedad de categorías de agresión, cada una por separado sujeta a la selección natural, y afirma que el comportamiento agresivo es, genéticamente, uno de los rasgos más lábiles de todos. Sostiene que la agresión es una técnica utilizada para controlar los recursos necesarios y sirve como un "factor dependiente de la densidad" en el control de la población. Argumenta en contra del modelo de "impulso de descarga" creado por Freud y Lorenz, donde las actividades agresivas de sustitución (como los deportes de combate) deberían reducir el potencial de guerra, y en apoyo del modelo de "patrón cultural" de Richard G. Sipes, donde la guerra y las actividades de sustitución variarán directamente. Wilson compara la agresión con "una mezcla preexistente de productos químicos listos para ser transformados por catalizadores específicos que se agregan", en lugar de "un fluido que continuamente aumenta la presión contra las paredes de sus contenedores".
El antropólogo Donald Symons, en La evolución de la sexualidad humana (1979), acusó a Lorenz de documentar inadecuadamente su tesis principal.
El biólogo evolutivo Richard Dawkins describió a Lorenz en The Selfish Gene (1976) como un "hombre bueno para la especie". Critica a Sobre la agresión por su "argumento circular" de que el comportamiento agresivo tiene una función de "preservación de especies", es decir, garantizar "que solo los individuos más aptos puedan reproducirse". En opinión de Dawkins, la idea de la selección de grupo estaba "tan profundamente arraigada" en el pensamiento de Lorenz, que "evidentemente no se dio cuenta de que sus declaraciones contravenían la teoría darwiniana ortodoxa".